# Anomis cupienda
Anomis cupienda là một loài bướm đêm trong họ Erebidae.